# Daniel Lugo
Daniel Lugo (ur. 30 lipca 1945 w Caguas), – portorykański aktor. W Polsce znany z telenowel Meandry miłości (2007–2008), Twarz Analiji (2008–2009) oraz Pustynna miłość (2010).

## Filmografia

### Filmy
- 1995: El Final
- 1998: 100 años de perdón jako Valmore
- 1998: Amaneció de golpe
- 1999: W kręgu zła (Undercurrent) jako Detektyw Leone
- 2001: Drugi miesiąc miodowy (Second Honeymoon) jako Antonio
- 2003: Dreaming of Julia  jako Kapitan Rosado
- 2004: Zawiść (Envy) jako Curtis Andersen

### Seriale TV
- 1995: Amores de fin de siglo jako Santiago
- 1996: Siostry (Quirpa de tres mujeres) jako Juan Cristóbal Landaeta
- 1998: Królowa serc (Reina de Corazones) jako Ramiro Vega
- 2004: Prisionera jako Rodolfo Ruffian
- 2007–2008: Meandry miłości (Pecados Ajenos) jako Marcelo Mercenario
- 2008–2009: Twarz Analiji (El Rostro de Analia) jako dr Armando Rivera
- 2010: Pustynna miłość (El Clon) jako Ali Rashid
- 2011: Dom po sąsiedzku (La Casa de al Lado) jako Renato Conde